# Liste de recommandations touristiques en France
 (avril 2025).
Motif : Aucune source secondaire démontrant l’admissibilité de cette liste, doublon de Liste de certifications privées en France et Catégorie:Label touristique en France.
- Archive Wikiwix
- Bing
- Cairn
- DuckDuckGo
- E. Universalis
- Gallica
- Google
- G. Books
- G. News
- G. Scholar
- Persée
- Qwant
- (zh) Baidu
- (ru) Yandex
- (wd) trouver des œuvres sur Wikidata

| 1. | Préciser le motif de la pose du bandeau. | Précisez le motif de la pose du bandeau en utilisant la syntaxe suivante : {{admissibilité à vérifier\|date=avril 2025\|motif=remplacez ce texte par le motif}}                                                      |
| 2. | Informer les utilisateurs concernés.     | Pensez à avertir le créateur de l'article, par exemple, en insérant le code ci-dessous sur sa page de discussion : {{subst:avertissement admissibilité à vérifier\|Liste de recommandations touristiques en France}} |

Voici une liste de recommandations touristiques qui sont faites en France par diverses associations privées, en général dans un but de meilleure commercialisation. Ces mentions sont souvent protégées et déposées comme marques commerciales.
Il ne faut pas les confondre avec les labels officiels français décernés, selon le cas, par décisions individuelles des ministres chargés du tourisme, de l'environnement ou de la culture en application d'une loi.
| Nom du label                           | Date de création | Entité labellisée | Nombre de label décerné                             | Label officiel français |
| -------------------------------------- | ---------------- | --- | --------------------------------------------------- | ----------------------- |
| Accueil paysan                         | 1987             | |                                                     | Non                     |
| Architecture contemporaine remarquable | 2016             | patrimoine bâti | 1645 (2024)                                         | Oui                     |
| Bistrot de pays                        | 1992             | restaurant, café |                                                     | Non                     |
| Centre de tourisme équestre            | ?                | |                                                     |                         |
| Clair de Lune                          | 2001             | chambre d'hôtes |                                                     | Non                     |
| Clef verte                             | 1994             | hébergements touristiques |                                                     | International           |
| ClesDor                                | ?                | |                                                     |                         |
| Clévacances                            | 1997             | logement meublé de tourisme                                                                                                  |                                                     | Non                     |
| Commune touristique                    | 1924             | commune |                                                     | Oui                     |
| Destination pour tous                  | 2013             | territoire |                                                     | Oui                     |
| Fleurs de soleil                       | 1997             | |                                                     |                         |
| Gîtes de France                        | 1952             | hébergement |                                                     | Non                     |
| Site touristique (* Michelin)          | ?                | | Non                                                 |                         |
| Restaurant (* Michelin)                | ?                | | Non                                                 |                         |
| Grand site de France                   | 2000             | site naturel classé |                                                     | Oui                     |
| Famille Plus                           | 2007             | commune |                                                     | Non                     |
| France station nautique                | 1986             | station touristique |                                                     | Non                     |
| Jardin remarquable                     | 2004             | jardin | 433 (2019)                                          | Oui                     |
| Les Plus Beaux Villages de France      | 1982             | commune | 176 (2024)                                          | Non                     |
| Musée de France                        | 2002             | musée | 1223 (2020)                                         | Oui                     |
| Patrimoine du xxe siècle               | 1999             | patrimoine bâti | remplacé par Architecture contemporaine remarquable | Oui                     |
| Patrimoine historique                  | 1958             | patrimoine bâti | Non                                                 |                         |
| Petites cités de caractère             | 1977             | commune | 239 (2024)                                          | Non                     |
| Pavillon Bleu                          | 1985             | commune, port de plaisance                                                                                                   |                                                     | International           |
| Plus beaux détours de France           | 1998             | commune |                                                     | Non                     |
| Qualité Tourisme                       | 2005             | hébergements, restauration, cafés, palais des congrès, agences de voyages, transports, offices de tourisme, lieux de visites |                                                     | Oui                     |
| Site remarquable du goût               | 1995             | communes, lieux-dits, établissements agroalimentaires                                                                        |                                                     |                         |
| Station verte de vacances              | 1964             | commune, station touristique, intercommunalité                                                                               |                                                     | Non                     |
| Station kid                            | 1992             | |                                                     | Non                     |
| Tourisme et handicap                   | 2001             | établissements d'hébergement touristique                                                                                     |                                                     | Oui                     |
| Vignobles et découvertes               | 2009             | |                                                     | Oui                     |
| Village de neige                       | 1980             | commune, station touristique, intercommunalité                                                                               |                                                     | Non                     |
| Village et cité de caractère           | ?                | commune |                                                     | Oui                     |
| Village Patrimoine                     | 2003             | commune | 61 (2024)                                           | Non                     |
| Village étape                          | 1992             | commune | 78 (2024)                                           | Oui                     |
| Villes et pays d'art et d'histoire     | 1985             | commune, pays |                                                     | Oui                     |
| Villes et villages fleuris             | 1959             | commune |                                                     | Non                     |
| Villes Internet                        | 1999             | commune, intercommunalité | 257 (2023)                                          | Non                     |
| Villes sanctuaires en France           | 1994             | commune |                                                     | Non                     |